# Club sportiv
O echipă de sport (club) este o entitate, un grup, o grupare, uneori constituită doar dintr-o singură echipă de persoane care concurează într-un anume sport. În mod tradițional acest termen se asociază mental termenului sport de echipă, echipă în cadrul căreia membrii echipei concurează ca atare (ca o echipă asamblată, adică). Există, de asemenea, asa zise echipe si în sporturile individuale. De exemplu, în automobilism, motociclism și ciclism, echipa include persoane care se ocupă de construirea și de repararea autovehiculelor.
Un club polisportiv, club sportiv sau club de atletism, este un club dedicat practicării unuia sau mai multor sporturi. Unele cluburi au echipe care concurează în turnee oficiale, în timp ce alte cluburi sunt limitate la activități de recreere (recreative). Un club posedă diverse instalații ce permit practicarea vreunui sport; se numește club polisportiv, atunci când sub pavilionul aceluiași club se practică  două sau mai mult de două sporturi.
De obicei, cluburile sportive popular recunoscute au ajuns la acest grad de recunoaștere remarcându-se printr-unul dintre sporturile care se practică, si nu prin vreo combinație de-a acestora. Cu toate acestea, există cluburi polisportive, care au excelat în diverse sporturi, cum este cazul de FC Barcelona, Real Madrid, Galatasaray, Olympiakos, CSKA Moscova, Alianza Lima, Universitario de Deportes, Sporting Cristal, River plate, Boca Juniors, Velez Sarsfield, printre altele.
Nu toate echipele sportive sunt cluburi asociate. La nivel amator exista echipe informale, adică entități (echipe, cluburi, grupări) fără personalitate juridică. În sportul profesionist, unele echipe sunt societăți care au ca motivație (ca scop) realizarea de profit economic. Pe de altă parte, federațiile sportive de multe ori doar organizează condiții concurențiale (logistică concurențială) unor echipe, grupări, cluburi sportive, adică a acelor entități care contează cu cei mai buni concurenți din țară sau, organizează condiții concurențiale cluburilor afiliate.
Unele cluburi au echipe de tineret, unde copiii și adolescenții practică sport la un nivel ridicat, astfel că cei mai buni ajung la vârsta majoratului să se încorporeze în echipele, să le zicem, "de producție".

## Abrevierea
- Clubul sportiv → C. D.

Exemplu:  Clubul Sportiv Cobreloa 
- Clubul Sportiv → C. D.

Exemplu:  Club Deportivo Universidad Católica 
- Atletic Club → C. A.

Exemplu:  Club Atletico River Plate 